# Peperomia reptilis
Peperomia reptilis är en pepparväxtart som beskrevs av C. Dc.. Peperomia reptilis ingår i släktet peperomior, och familjen pepparväxter. Inga underarter finns listade i Catalogue of Life.